# Hebenstretia cordata
Hebenstretia cordata är en flenörtsväxtart som beskrevs av Carl von Linné. Hebenstretia cordata ingår i släktet gatörter, och familjen flenörtsväxter. Inga underarter finns listade i Catalogue of Life.